# Placa microtituladora

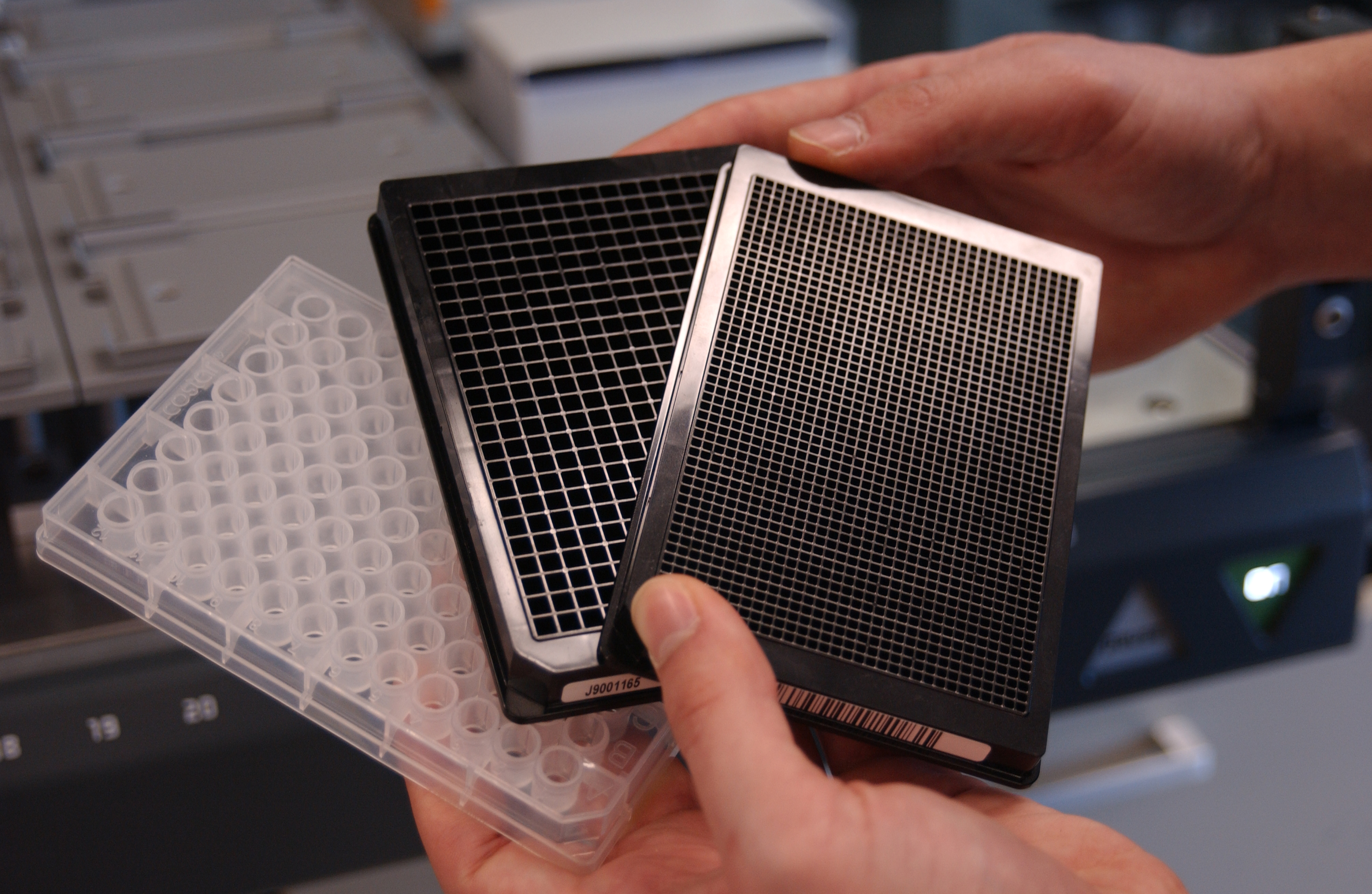
Placas microtituladoras con 96, 384 y 1536 pocillos

Una placa microtituladora, placa de microtitulación, o microplaca es una placa con múltiples pocillos que se utilizan como pequeños tubos de ensayo. La microplaca se ha convertido en un utensilio estándar en la investigación analítica y clínica en microbiología, y en laboratorios de diagnóstico. Se usa muy frecuentemente en el ensayo de inmunoabsorción ligado a enzimas (ELISA), base de una de las más modernas pruebas de diagnóstico médico en seres humanos y animales.

## Estructura
Una microplaca normalmente tiene 6, 12, 24, 96, 384 o incluso 1.536 pocillos dispuestos en una matriz rectangular de formato 2:3. Algunos fabricantes incluso han diseñado microplacas con 3.456 o hasta 9.600 pocillos, y ha sido desarrollada una "cinta matriz" que proporciona una banda continua de microplacas grabada en una cinta de plástico flexible.

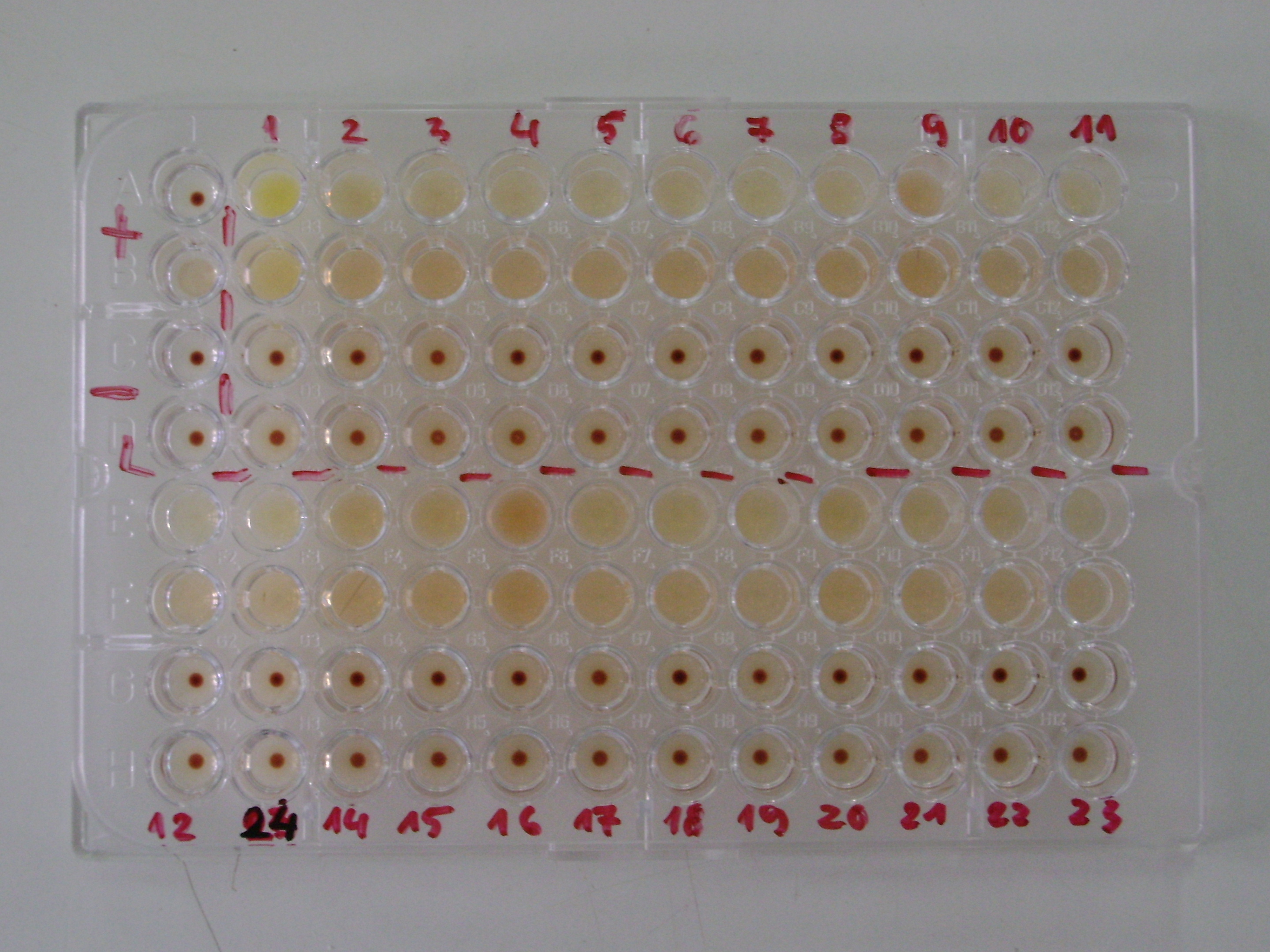
Ensayo TPHA para eritrocitos en una microplaca.

Cada pocillo de una microplaca puede contener normalmente entre unas decenas de nanolitros y varios mililitros de líquido. También se puede utilizar para almacenar polvo seco o como bastidor para apoyar tubos de vidrio. Los pocillos pueden ser circulares o cuadrados. Para aplicaciones de almacenamiento de compuestos, los pozos cuadrados con tapa ajustada de silicona son los preferidos. Las microplacas se pueden almacenar a bajas temperaturas durante períodos prolongados, se pueden calentar para aumentar la tasa de evaporación del disolvente de sus pozos e incluso pueden ser selladas con calor o con papel de plástico transparente. En la década de 1990 varias compañías desarrollaron microplacas con una capa incrustada de material de filtro, y en 1992, la primera microplaca para extracción en fase sólida fue desarrollada por Porvair Sciences. Esto permitió que por primera vez una cromatografía en columna simple pudiese ser llevada a cabo en el espacio de una microplaca. Hoy en día hay microplacas para casi todas las aplicaciones en la investigación de ciencias de la vida, como la filtración, separación, detección óptica, almacenamiento, mezclas de reacción o cultivos celulares.
El enorme crecimiento en los estudios sobre células vivas ha dado lugar a una nueva gama de microplacas modificadas que están especialmente diseñadas para cultivo de tejidos. Las superficies de estos productos se modifican mediante descarga de plasma para facilitar el crecimiento de las células adherentes.

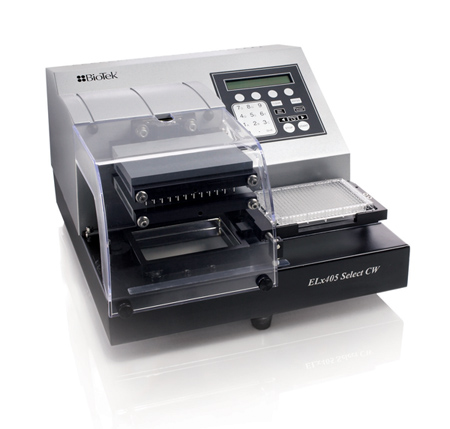
Lavador de microplacas de Biotek Instruments.

Varias empresas han desarrollado robots para manejar específicamente microplacas SBS. Estos robots pueden ser:
- Dispensadores de líquidos, que aspiran o dispensan muestras de líquido desde y hacia esas placas,
- Desplazadores de placas, que las transportan entre los diferentes instrumentos,
- Apiladores de placa, que almacenan microplacas durante estos procesos,
- Depósitos de placas, para un almacenaje a más largo plazo.
- Incubadoras de microplacas, para garantizar la temperatura constante durante la prueba.

Se han diseñado instrumentos lectores de placas, que puede detectar eventos específicos biológicos, químicos o físicos en las muestras almacenadas en estas placas.

## Fabricación y composición
Las microplacas se fabrican en diversos materiales. El más común es el poliestireno, utilizado para la mayoría de microplacas de detección óptica. Puede ser de color blanco por la adición de dióxido de titanio para una detección de absorbancia óptica o luminiscencia, o de color negro por la adición de carbón para ensayos biológicos de fluorescencia. El polipropileno se utiliza para la fabricación de placas sujetas a cambios de temperatura, tales como almacenamiento a -80 °C y ciclado térmico. Tiene excelentes propiedades para el almacenamiento a largo plazo de compuestos químicos nuevos. El policarbonato es barato y fácil de moldear y se ha utilizado para las microplacas disponibles para la reacción en cadena de la polimerasa (PCR), un método de amplificación de ADN. Las cicloolefinas se utilizan en la producción de microplacas que transmitan la luz ultravioleta para su uso en ensayos o pruebas de nuevo desarrollo.

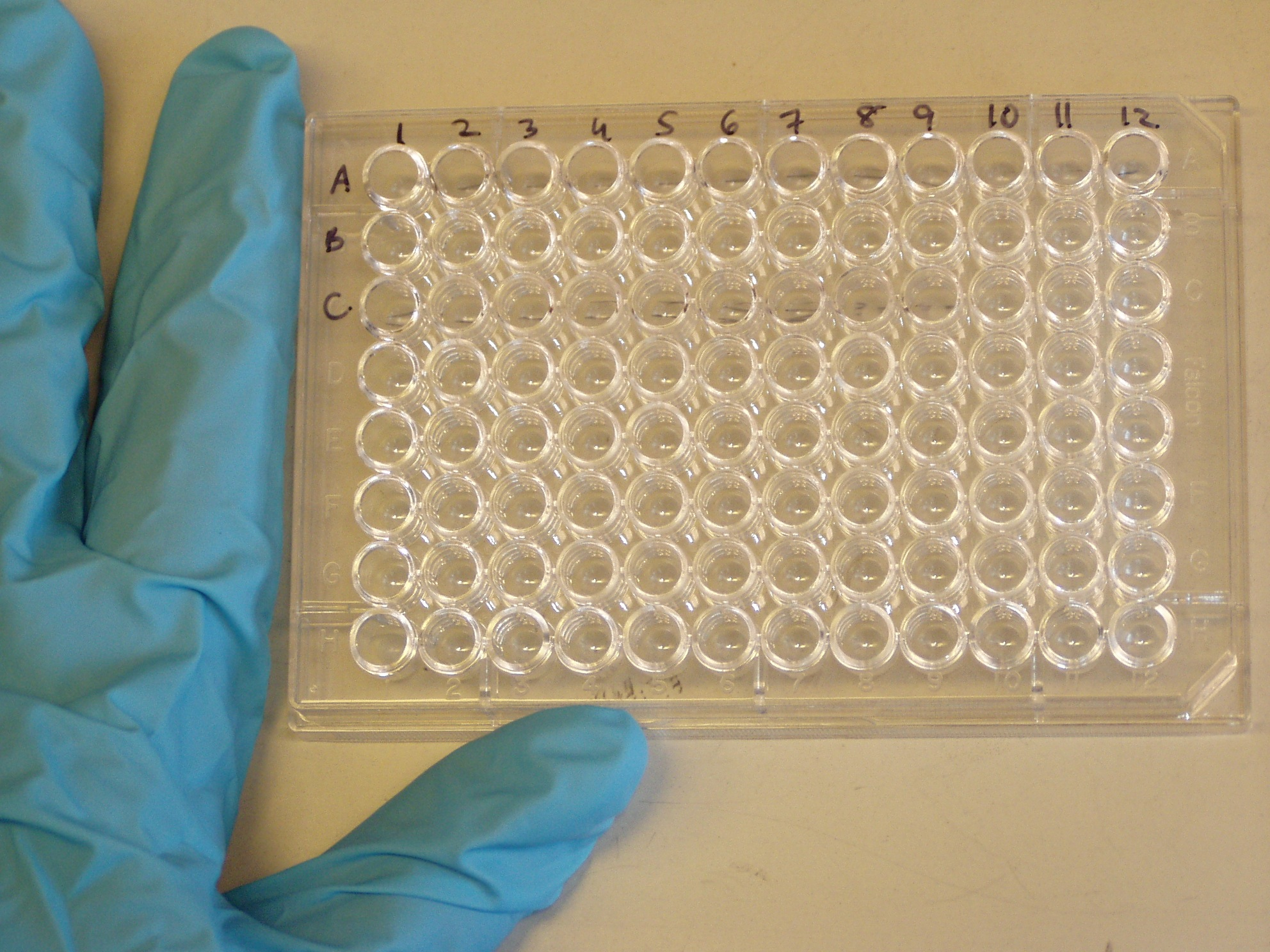
Microplaca para ensayos químicos y biológicos.

El proceso de fabricación más común es el moldeo por inyección, que se utiliza para el poliestireno, polipropileno y cicloolefinas. La conformación al vacío se puede utilizar con plásticos suaves como el policarbonato. Las microplacas compuestas, tales como las placas de filtración, las placas de extracción en fase sólida e incluso algunos diseños avanzados de placas para PCR utilizan componentes múltiples que se moldean por separado y luego se unen en el producto terminado. Las placas ELISA ahora se puede montar a partir de doce tiras de ocho pocillos separados, lo que resulta más fácil y de menor coste si la placa sólo va a ser parcialmente usada.

## Historia
Las primeras microplacas fueron creadas en 1951 por el húngaro Dr. G. Takatsky, que compuso 6 filas de 12 "pocillos", fabricadas en lucita. Sin embargo, el uso habitual de las microplacas se inició en la década de 1950 cuando John Liner en EE. UU. introdujo una versión moldeada. En 1990 había más de 15 empresas que producían una amplia gama de microplacas con diferentes características. Se estima que sólo en el año 2000 se utilizaron unos 125 millones de placas. La palabra Microtiter (se traduciría como microtitulador) es una marca registrada de Cooke Engineering Company, y Thermo Electron OY es el último propietario de la marca. Ahora es más habitual utilizar el término genérico "microplacas".
En 1996, la Sociedad de Ciencias Biomoleculares (Society for Biomolecular Sciences; SBS) comenzó una iniciativa para crear una definición estándar de una placa de microtitulación. Una serie de normas se propusieron en 2003 y fueron publicadas por el American National Standards Institute (ANSI) en nombre de la SBS. Las normas regulan diversas características de una microplaca, como las dimensiones de los pocillos (por ejemplo, el diámetro, espaciamiento y profundidad), o las características de la placa (dimensiones y rigidez). La dimensión típica es de aproximadamente 5 pulgadas x 3,33 pulgadas,o sea, 12,7 cm x 8,5 cm).